# Sempy
Sempy – miejscowość i gmina we Francji, w regionie Hauts-de-France, w departamencie Pas-de-Calais.
Według danych na rok 1990 gminę zamieszkiwało 176 osób, a gęstość zaludnienia wynosiła 22 osób/km² (wśród 1549 gmin regionu Nord-Pas-de-Calais Sempy plasuje się na 1033. miejscu pod względem liczby ludności, natomiast pod względem powierzchni na miejscu 449.).